# Ferenc Pataki
Ferenc Pataki (18 settembre 1917 – 25 aprile 1988) è stato un ginnasta ungherese.

## Palmarès

### Olimpiadi
- Oro a Londra 1948 nel corpo libero.
- Bronzo a Londra 1948 nel volteggio.
- Bronzo a Londra 1948 nel concorso a squadre.